# Championnat de Suède de hockey sur glace 1986-1987
Saison précédente Saison suivante
Le Championnat de Suède de hockey sur glace 1986-1987 est la onzième saison de l'Elitserien, le championnat élite de hockey sur glace en Suède. L'équipe du Färjestads BK remporte la saison régulière alors que l'IF Björklöven décroche le titre en remportant les séries éliminatoires.

## Saison régulière
| Place | Équipe         | PJ | V  | N | D  | BP  | BC  | Pts |
| ----- | -------------- | -- | -- | - | -- | --- | --- | --- |
| 1.    | Färjestads BK  | 36 | 22 | 5 | 9  | 160 | 118 | 49  |
| 2.    | IF Björklöven  | 36 | 23 | 1 | 12 | 158 | 103 | 47  |
| 3.    | Luleå HF       | 36 | 17 | 7 | 12 | 148 | 133 | 41  |
| 4.    | Djurgårdens IF | 36 | 17 | 5 | 14 | 137 | 119 | 39  |
| 5.    | HV71           | 36 | 16 | 5 | 15 | 103 | 115 | 37  |
| 6.    | Brynäs IF      | 36 | 14 | 4 | 18 | 112 | 121 | 32  |
| 7     | Södertälje SK  | 36 | 13 | 6 | 17 | 123 | 133 | 32  |
| 8.    | Leksands IF    | 36 | 12 | 6 | 18 | 128 | 162 | 30  |
| 9.    | Skellefteå AIK | 36 | 12 | 4 | 20 | 112 | 146 | 28  |
| 10.   | MoDo AIK       | 36 | 8  | 9 | 19 | 129 | 160 | 25  |

### Meilleurs pointeurs de la saison
| no  | Joueur                 | Équipe     | B  | A  | Pts |
| --- | ---------------------- | ---------- | -- | -- | --- |
| 1.  | Glenn Johansson        | Södertälje | 10 | 33 | 43  |
| 2.  | Lars-Gunnar Pettersson | Björklöven | 28 | 13 | 41  |
| 3.  | Peter Sundström        | Björklöven | 22 | 16 | 38  |
| 4.  | Erkki Laine            | Färjestad  | 26 | 10 | 36  |
| 5.  | Robert Burakovsky      | Leksand    | 21 | 15 | 36  |
| 6.  | Jens Hellgren          | Luleå      | 18 | 17 | 35  |
| 7.  | Mikael Andersson       | Björklöven | 14 | 21 | 35  |
|     | Heinz Ehlers           | Leksand    | 14 | 21 | 35  |
| 9.  | Thomas Rundqvist       | Färjestad  | 13 | 22 | 35  |
| 10. | Tom Eklund             | Södertälje | 21 | 13 | 34  |

## Séries éliminatoires
|  | Demi-finales   | Demi-finales  |               |   | Finale | Finale |
|  | Demi-finales   | Demi-finales  |               |   | Finale | Finale |
|  |                |               |               |   |        |        |
|  |                |               |               |   |        |        |
|  |                |               |               |   |        |        |
|  | Färjestads BK  | 2             |               |   |        |        |
|  | Färjestads BK  | 2             |               |   |        |        |
|  | Luleå HF       | 1             |               |   |        |        |
|  | Luleå HF       | 1             | Färjestads BK | 1 |        |        |
|  |                |               | Färjestads BK | 1 |        |        |
|  |                | IF Björklöven | 3             |   |        |        |
|  | IF Björklöven  | IF Björklöven | 3             | 2 |        |        |
|  | IF Björklöven  |               |               | 2 |        |        |
|  | Djurgårdens IF | 0             |               |   |        |        |
|  | Djurgårdens IF | 0             |               |   |        |        |

## Champions de Suède
| Champions de Suède IF Björklöven | Gardiens de but : Jacob Gustavsson, Göte Wälitalo Défenseurs : Patric Åberg, Peter Andersson, Torbjörn Andersson, Rolf Berglund, Roger Hägglund, Calle Johansson, Lars Karlsson Attaquants : Mikael Andersson, Ulf Dahlén, Hans Edlund, Peter Edström, Michael Hjälm, Jon Lundström, Matti Pauna, Lars-Gunnar Pettersson, Tore Ökvist, Peter Sundström, Johan Törnqvist Entraîneur : |

## Équipe d'étoiles
| Gardien de but | Peter Lindmark (Färjestad)   | Peter Lindmark (Färjestad)   | Peter Lindmark (Färjestad)                         | Peter Lindmark (Färjestad)                         | Peter Lindmark (Färjestad)                 | Peter Lindmark (Färjestad)                 |
| Défenseurs     | Tommy Albelin (Djurgården)   | Tommy Albelin (Djurgården)   | Tommy Albelin (Djurgården)                         | Anders Eldebrink (Södertälje)                      | Anders Eldebrink (Södertälje)              | Anders Eldebrink (Södertälje)              |
| Attaquants     | Håkan Södergren (Djurgården) | Håkan Södergren (Djurgården) | Bengt-Åke Gustafsson (Capitals de Washington, LNH) | Bengt-Åke Gustafsson (Capitals de Washington, LNH) | Tomas Sandström (Rangers de New York, LNH) | Tomas Sandström (Rangers de New York, LNH) |

## Trophées
- Guldpucken – Håkan Södergren, Djurgårdens IF
- Guldhjälmen – Peter Lindmark, Färjestads BK
- Trophée Håkan-Loob – Lars-Gunnar Pettersson, IF Björklöven
- Sifflet d'or - Kjell Lind